# Liste des codes IATA des aéroports/E
Liste des codes IATA des aéroports internationaux.
Le code de deux lettres qui suit la ville est la subdivision du pays (région, État…) selon la norme ISO 3166-2.
- A
- B
- C
- D
- E
- F
- G
- H
- I
- J
- K
- L
- M
- N
- O
- P
- Q
- R
- S
- T
- U
- V
- W
- X
- Y
- Z

- Haut – EA
- EB
- EC
- ED
- EE
- EF
- EG
- EH
- EI
- EJ
- EK
- EL
- EM
- EN
- EO
- EP
- EQ
- ER
- ES
- ET
- EU
- EV
- EW
- EX
- EY
- EZ

## EA
- EAA – Eagle, Alaska, États-Unis
- EAB – Abbse, Yémen
- EAE – Emae, Vanuatu
- EAG – Eagle Grove, Iowa, États-Unis
- EAL – Kwajalein, Îles Marshall
- EAM – Aéroport domestique de Najran, Arabie saoudite
- EAN – Wheatland (Phifer Airfield), Wyoming, États-Unis
- EAP – Aéroport international de Bâle-Mulhouse-Fribourg, Suisse/France
- EAR – Kearney, Nebraska, États-Unis
- EAS – Aéroport de Saint-Sébastien, Espagne
- EAT – Wenatchee (Pangborn Memorial), Washington, États-Unis
- EAU – Eau Claire (Chippewa Valley), Wisconsin, États-Unis

## EB
- EBA – Aérodrome de Marina di Campo, Italie
- EBB – Aéroport international d'Entebbe, Ouganda
- EBD – El Obeid, Soudan
- EBG – El Bagre, Colombie
- EBH – Aéroport d'El Bayadh - Kssal, Algérie
- EBJ – Aéroport d'Esbjerg, Danemark
- EBL – Aéroport International d'Erbil, Kurdistan, Irak
- EBM – Aérodrome d'El Borma, Tunisie
- EBN – Kwajalein, Îles Marshall
- EBS – Webster City, Iowa, États-Unis
- EBU – Aéroport de Saint-Étienne - Bouthéon, France
- EBW – Aéroport d'Ebolowa, Cameroun

## EC
- ECA – East Tawas (Iosco County Airport), Michigan, États-Unis
- ECE – El Campo Metro Airport, Texas, États-Unis
- ECG – Aéroport régional d'Elizabeth City, Caroline du Nord, États-Unis
- ECH – Echuca, Nouvelle Galles du Sud, Australie
- ECI – Rivas, Nicaragua
- ECN – Aéroport international Ercan, Chypre
- ECO – El Encanto, Colombie
- ECP – Aéroport des plages de Floride du Nord-Ouest, Floride, États-Unis
- ECR – El Charco, Colombie
- ECS – Newcastle (Mondell Field), Wyoming, États-Unis

## ED
- EDA – Edna Bay, Alaska, États-Unis
- EDB – El Debba, Soudan
- EDD – Erldunda, Territoire du Nord, Australie
- EDE – Edenton, Caroline du Nord, États-Unis
- EDF – Anchorage (Elmendorf Air Force Base), Alaska, États-Unis
- EDG – Edgewood Arsenal (Army Air Field), Maryland, États-Unis
- EDI – Aéroport d'Édimbourg, Écosse, Royaume-Uni
- EDK – El Dorado (Captain Jack Thomas), Kansas, États-Unis
- EDL – Aéroport d'Eldoret, Kenya
- EDM – Aérodrome de La Roche-sur-Yon - Les Ajoncs, France
- EDO – Edremit, Turquie
- EDQ – Erandique, Honduras
- EDR – Edward River, Queensland, Australie
- EDW – Edwards Air Force Base, Californie, États-Unis

## EE
- EEA - Correia Pinto, Brésil
- EED – Needles, Californie, États-Unis
- EEK – Eek, Alaska, États-Unis
- EEN – Keene (Dillant-Hopkins Airport), New Hampshire, États-Unis

## EF
- EFB – Eight Fathom Bight, Royaume-Uni
- EFC – Belle Fourche, Dakota du sud, États-Unis
- EFD – Ellington Field Joint Reserve Base, Texas, États-Unis
- EFG – Efogi, Papouasie-Nouvelle-Guinée
- EFK – Newport, Vermont, États-Unis
- EFL – Aéroport international de Céphalonie, Grèce
- EFO – East Fork, Arkansas, États-Unis
- EFW – Jefferson, Iowa, États-Unis

## EG
- EGA – Engati, Papouasie-Nouvelle-Guinée
- EGC – Aéroport Bergerac-Roumanière, France
- EGE – Aéroport régional du comté d'Eagle, Colorado, États-Unis
- EGI – Valparaiso (Eglin Air Forcet), Floride, États-Unis
- EGL – Negele Boran, Éthiopie
- EGM – Sege, Îles Salomon
- EGN – Al-Genaïna, Soudan
- EGO – Aéroport international de Belgorod, Russie
- EGP – Eagle Pass, Texas, États-Unis
- EGQ – Emmetsburg, Iowa, États-Unis
- EGS – Aéroport d'Egilsstaðir, Islande
- EGT – Wellington, Kansas, États-Unis
- EGV – Eagle River, Wisconsin, États-Unis
- EGX – Egegik, Alaska, États-Unis

## EH
- EHA – Elkhart-Morton, Kansas, États-Unis
- EHC – Erhac, Turquie
- EHL – El Bolson, Argentine
- EHM – Cape Newenham, Alaska, États-Unis
- EHO – Shelby Municipal Airport, NC, États-Unis
- EHT – East Hartford (Rentschler Airport), Connecticut, États-Unis

## EI
- EIA – Popondetta, Papouasie-Nouvelle-Guinée
- EIB – Eisenach, Allemagne
- EIE – Ienisseïsk, Russie
- EIH – Einasleigh, Queensland, Australie
- EIK – Ieïsk, Russie
- EIL – Fairbanks (Eielson Air Force Base), Alaska, États-Unis
- EIN – Aéroport d'Eindhoven, Pays-Bas
- EIS – Tortola, Iles Vierges britanniques, Royaume-Uni
- EIW – New Madrid, Missouri, États-Unis
- EIY – Ein Yahav, Israël

## EJ
- EJA – Barrancabermeja, Colombie
- EJH – Aéroport d'Al Wajh, Arabie saoudite
- EJN – Bannière d'Ejin, Chine
- EJT – Enejit, Mili, Îles Marshall

## EK
- EKA – Aérodrome de Murray Field, Californie, États-Unis
- EKB – Aéroport d'Ekibastouz, Kazakhstan
- EKD – Elkedra, Territoire du Nord, Australie
- EKE – Ekereku, Guyana
- EKI – Elkhart, Indiana, États-Unis
- EKN – Elkins (Jennings Randolph Field), Virginie-Occidentale, États-Unis
- EKO – Elko, Nevada, États-Unis
- EKQ – Monticello (Wayne County Airport), Kentucky, États-Unis
- EKQ – Chakhtiorsk, Russie
- EKT – Eskilstuna, Suède
- EKX – Elizabethtown (Addington Field), Kentucky, États-Unis

## EL
- ELA – Eagle Lake, Texas, États-Unis
- ELB – El Banco, Colombie
- ELC – Île d'Elcho, Territoire du Nord, Australie
- ELD – El Dorado (Goodwin Field), Arkansas, États-Unis
- ELE – El Real de Santa María, Panama
- ELF – El Fasher, Soudan
- ELG – Aéroport d'El Goléa, Algérie
- ELH – North Eleuthera, Bahamas
- ELI – Elim, Alaska, États-Unis
- ELJ – El Recreo, Colombie
- ELK – Elk City, Oklahoma, États-Unis
- ELL – Lephalale, Afrique du Sud
- ELM – Aéroport d'Elmira/Corning, New York, États-Unis
- ELN – Ellensburg (Bowers Field), Washington, États-Unis
- ELO – Eldorado, Argentine
- ELP – Aéroport d'El Paso, Texas, États-Unis
- ELQ – Aéroport régional de Qassim, Arabie saoudite
- ELR – Elelim, Indonésie
- ELS – Aéroport d'East London, Afrique du Sud
- ELT – El-Tor, Égypte
- ELU – Aéroport d'El Oued - Guemar, Algérie
- ELV – Elfin Cove Seaplane Base, Alaska, États-Unis
- ELW – Ellamar Seaplane Base, Alaska, États-Unis
- ELX – El Tigre, Venezuela
- ELY – Ely (Yelland Field), Nevada, États-Unis
- ELZ – Wellsville (Municipal Airport), New York, États-Unis

## EM
- EMA – Aéroport d'East Midlands (Derby), Angleterre, Royaume-Uni
- EMB – San Francisco (Embarcadero), Californie, États-Unis
- EMD – Emerald, Queensland, Australie
- EME – Emden, Allemagne
- EMG – Empangeni, Afrique du Sud
- EMI – Emirau, Papouasie-Nouvelle-Guinée
- EMK – Emmonak, Alaska, États-Unis
- EMM – Kemmerer, Wyoming, États-Unis
- EMN – Néma, Mauritanie
- EMO – Emo, Papouasie-Nouvelle-Guinée
- EMP – Emporia, Kansas, États-Unis
- EMS – Embessa, Papouasie-Nouvelle-Guinée
- EMT – El Monte, Californie, États-Unis
- EMV – Emporia Municipal Airport, Virginie, États-Unis
- EMX – El Maitén, Argentine
- EMY – Al-Minya, Égypte

## EN
- ENA – Kenai, Alaska, États-Unis
- ENB – Eneabba, Australie-Occidentale, Australie
- ENC – Aéroport de Nancy - Essey, France
- END – Enid (Base aérienne de Vance), Oklahoma, États-Unis
- ENE – Ende, Indonésie
- ENF – Aéroport d'Enontekiö, Finlande
- ENH – Aéroport d'Enshi Xujiaping, Chine
- ENI – Aéroport d'El Nido, Philippines
- ENJ – El Naranjo, Guatemala
- ENK – Enniskillen (St. Angelo Airport), Irlande du Nord, Royaume-Uni
- ENL – Centralia, Illinois, États-Unis
- ENM – Jaén, Espagne
- ENN – Nenana, Alaska, États-Unis
- ENO – Encarnación, Paraguay
- ENS – Enschede, Pays-Bas
- ENT – Enitewok, îles Marshall
- ENU – Enugu, Nigeria
- ENV – Wendover, Utah, États-Unis
- ENW – Kenosha, Wisconsin, États-Unis
- ENY – Yan An, Chine

## EO
- EOD – Fort Campbell (Clarksville), Tennessee, États-Unis
- EOH – Medellin (Aéroport Olaya Herrera), Colombie
- EOI – Aérodrome d'Eday, Écosse, Royaume-Uni
- EOK – Keokuk, Iowa, États-Unis
- EOR – El Dorado, Venezuela
- EOS – Neosho, Missouri, États-Unis
- EOZ – Elorza, Venezuela

## EP
- EPA – Aéroport d'El Palomar, Argentine
- EPG – Weeping Water (Browns Airport), Nebraska, États-Unis
- EPH – Ephrata, Washington, États-Unis
- EPI – Epi, Vanuatu
- EPK – Episkopi, Chypre
- EPL – Aéroport d'Épinal-Mirecourt, France
- EPN – Epéna, République du Congo
- EPR – Esperance, Australie-Occidentale, Australie
- EPS – Aéroport international Arroyo Barril (El portillo), République dominicaine
- EPT – Eliptamin, Papouasie-Nouvelle-Guinée
- EPU – Aérodrome de Pärnu, Estonie

## EQ
- EQS – Esquel, Argentine
- EQY – Monroe, Caroline du Nord, États-Unis

## ER
- ERA – Aérodrome d'Erigavo, Somalie
- ERB – Ernabella, Australie-Méridionale, Australie
- ERC – Erzincan, Turquie
- ERD – Aéroport de Berdiansk, Ukraine
- ERE – Erave, Papouasie-Nouvelle-Guinée
- ERF – Aéroport d'Erfurt-Weimar, Allemagne
- ERG – Ierbogatchen, Russie
- ERH – Aérodrome d'Errachidia-Moulay Ali Chérif, Maroc
- ERI – Érié, Pennsylvanie, États-Unis
- ERL – Aéroport international d'Erenhot Saiwusu, Chine
- ERM – Erechim, Rio Grande do Sul, Brésil
- ERN – Aéroport d'Eirunepé, Amazonas, Brésil
- ERO – Eldred Rock Coast Guard Heliport, Alaska, États-Unis
- ERQ – Eloise Copper Mine, Queensland, Australie
- ERR – Errol, New Hampshire, États-Unis
- ERS – Aérodrome de Windhoek-Eros, Namibie
- ERU – Erume, Papouasie-Nouvelle-Guinée
- ERV – Kerrville, Texas, États-Unis
- ERY – Newberry (Luce County Hale Airport), Michigan, États-Unis
- ERZ – Erzurum, Turquie

## ES
- ESA – Esa Ala, Papouasie-Nouvelle-Guinée
- ESB – Aéroport international Esenboğa, Turquie
- ESC – Escanaba (Delta County Airport), Michigan, États-Unis
- ESD – Eastsound (Orcas Island Airport), Washington, États-Unis
- ESE – Aéroport d'Ensenada, Mexique
- ESF – Alexandria (Esler Regional Airport), Louisiane, États-Unis
- ESG – Mariscal Estigarribia, Paraguay
- ESH – Aéroport de Shoreham, Angleterre, Royaume-Uni
- ESI – Espinosa, Minas Gerais, Brésil
- ESK – Eskisehir, Turquie
- ESL – Aéroport d'Élista, Russie
- ESM – Aéroport d'Esmeraldas, Équateur
- ESN – Easton, Maryland, États-Unis
- ESO – Española (San Juan Pueblo Airport), Nouveau-Mexique, États-Unis
- ESP – East Stroudsburg, Pennsylvanie, États-Unis
- ESR – Aérodrome Ricardo García Posada, Chili
- ESS – Essen, Allemagne
- EST – Estherville Municipal Airport, Iowa, États-Unis
- ESU – Aéroport international Essaouira - Mogador, Maroc
- ESW – Easton, Washington, États-Unis

## ET
- ETB – West Bend, Wisconsin, États-Unis
- ETD – Piste d'atterrissage d'Etadunna, Australie-Méridionale, Australie
- ETE – Genda Wuha, Éthiopie
- ETH – Eilat (Aéroport international Hozman), Israël
- ETM – Eilat (Aéroport international Ramon), Israël
- ETN – Eastland, Texas, États-Unis
- ETR – Aéroport de Santa Rosa, Équateur
- ETS – Enterprise, Alabama, États-Unis
- ETZ – Aéroport Metz-Nancy-Lorraine, France

## EU
- EUA – Aéroport d'Eua, Tonga
- EUC – Eucla, Australie-Occidentale, Australie
- EUE – Eureka Airport, Nevada, États-Unis
- EUF – Eufaula (Weedon Field), Alabama, États-Unis
- EUG – Aéroport d'Eugène, Oregon, États-Unis
- EUM – Neumünster, Allemagne
- EUN – Aéroport international Laâyoune - Hassan 1er, Maroc
- EUO – Paratebueno, Colombie
- EUQ – San Jose de Buenavista, Philippines
- EUX – Aéroport F. D. Roosevelt, Pays-Bas caribéens, Pays-Bas

## EV
- EVA – Evadale, Texas, États-Unis
- EVD – Eva Downs, Territoire du Nord, Australie
- EVE – Aéroport de Narvik/Harstad, Norvège
- EVG – Aérodrome de Sveg, Suède
- EVH – Evans Head, Nouvelle-Galles du Sud, Australie
- EVL – Yevlax, Naxcivan, Azerbaïdjan
- EVM – Eveleth, Minnesota, États-Unis
- EVN – Aéroport international Zvartnots, Arménie
- EVU – Maryville Memorial Airport, Missouri, États-Unis
- EVV – Evansville, Indiana, États-Unis
- EVW – Evanston, Wyoming, États-Unis
- EVX – Base aérienne d'Évreux - Fauville, France

## EW
- EWB – New Bedford, Massachusetts, États-Unis
- EWE – Ewer, Indonésie
- EWI – Enarotali, Indonésie
- EWK – Newton, Kansas, États-Unis
- EWN – New Bern (Craven County), Caroline du Nord, États-Unis
- EWO – Ewo, République du Congo
- EWR – Aéroport international Liberty de Newark, New Jersey, États-Unis
- EWU – Newton, Alaska, États-Unis
- EWY – Newbury (RAF Greenham Common), Angleterre, Royaume-Uni

## EX
- EXI – Excursion Inlet Seaplane Base, Alaska, États-Unis
- EXM – Exmouth, Australie-Occidentale, Australie
- EXT – Aéroport international d'Exeter, Angleterre, Royaume-Uni
- EXX – Lexington, Caroline du Nord, États-Unis

## EY
- EYK – Beloïarski, Russie
- EYL – Aérodrome de Yélimané, Mali
- EYP – Yopal, Colombie
- EYQ – Houston (Weiser Air Park), Texas, États-Unis
- EYR – Yerington, Nevada, États-Unis
- EYS – Eliye Springs, Kenya
- EYW – Aéroport de Key West, Floride, États-Unis

## EZ
- EZE – Aéroport international Ezeiza, Argentine
- EZF – Fredericksburg (Shannon Airport), Virginie, États-Unis
- EZI – Kewanee, Illinois, États-Unis
- EZM – Comté de Dodge, Géorgie, États-Unis
- EZV – Beriozovo, Russie
- EZS – Aéroport d'Elâzığ, Turquie
- EZZ – Cameron, Missouri, États-Unis